# Aarni
Aarni ist eine 1998 gegründete avantgardistische Extreme-Doom-Band.

## Geschichte
Die Historie von Aarni ist durch diverse Legendenbildungen gekennzeichnet. Tatsache und Fiktion bleiben dabei ungewiss. Das Projekt wurde von Markus „Master Warjomaa“ Marjomaa 1998 in Oulu als musikalisches Experimentierfeld gegründet. Erste Demoaufnahmen entstanden 2001 und 2002. In der Zwischenzeit schloss sich Marjomaa Umbra Nihil an. Beiden Bands vereinte eine über Firebox Records herausgegebene Split-Veröffentlichung aus dem Jahr 2002. Die avantgardistische Musik stellte Rezensenten vor eine Herausforderung die Musik zu bewerten und in Worte zu fassen. Aldo Quispel von Doom-Metal.com berichtete über mehrere vergebliche versuche das Demo Duumipeikon paluu angemessen zu besprechen, obwohl es „das wahrscheinlich beste Album“, das er „seit langem gehört habe“ sei, könne er „es nicht bewerten. Es ist eindringlich, doomig, düster, schwer, bedrückend und seelenzerreißend. Aber es kann auch sanft und erhebend sein und eine kindliche Unschuld ausstrahlen.“ Auch weitere Rezensenten lobten die Veröffentlichungen als geniale oder vielversprechende Überraschung.

### Bathos
Nach einer Zusammenstellung der Demoaufnahmen veröffentlichte Aarni 2004 das Debüt Bathos in Kooperation mit dem Firebox-Records-Subunternehmen Firedoom Music. Auf der Veröffentlichung führte Marjomaa eine Gruppe fiktiver Mitmusiker mit individuellen Eigenschaften und Aufgaben in die Vita der Band. Die Figuren verkörpern dabei unterschiedliche Persönlichkeits-Aspekte, musikalische Aufgaben und Bezüge zum Cthulhu-Mythos. Der Figur der Intuition „Master Warjomaa“ werden Schreie aus der Krypta, „Xothic Kantele“ eine Zusammensetzung aus dem Instrument Kantele und den Geschichten von Lin Carter und das Pfeifen der verfluchten Flöte, eine Anspielung auf Die Musik des Erich Zann. Das Denken ist „Comte de Saint Germain“ zugeschrieben, der für Klangalchemie und Schlüssel zu Geheimnissen zuständig ist. Der „Doomintroll“ verkörpert das Gefühl, übernimmt die Perkussion, die Marjomaa regulär über einen Drumcomputer erzeugt und die Aufzucht der Shoggothen. Die Empfindung liegt bei „Mistress Palm“ die neben Fehlfunktionen und totalem Atavismus für „beschissene Kläge“ zuständig ist.
Kostas Panagiotou schrieb für Doom-Metal.com, dass es sich bei Bathos „zweifellos um eine der besten Doom-Metal-Veröffentlichungen des Jahres 2004 [handele], aber sein ‘Irrsinn’ [sei] wahrscheinlich für einige schwer zu schlucken“. Während manche Rezensenten das Album als eine perfekte Veröffentlichung und ein „fantastisches Album mit magischen und mystischen Klangwelten“ lobten, gingen andere davon aus, dass das Album lediglich „für Leute, die sich auf Teufel-komm-raus unbedingt geschmacklich von jedem unterscheiden wollen“ passend sei. Dabei äußerte sich die Mehrzahl der Rezensenten positiv über das Album. Allerdings mit der Einschränkung, dass die Veröffentlichung „wohl kaum eine grössere Abnehmerschaft finden [wird], da das Zielpublikum einerseits viel zu klein und der Anspruch andererseits sehr hoch ist. Aarni [habe] wohl das exotischste Doom Album erschaffen und […] neue Grenzsteine im eher beschränkten“ Doom Metal gesetzt. Insbesondere wachse mit der Band „etwas ganz Großes heran“.

„An AARNI werden sich die Geister scheiden, was auch zwangsläufig zur Folge hat, dass die potenzielle Käuferschaft recht klein sein dürfte.
AARNI sollten für all diejenigen eine Offenbahrung darstellen, die auf extremen Doom stehen und einen Hang zu avantgardistischen Elementen haben.“

### Tohcoth
Nach dem Kritikererfolg des Debüts spielte Marjomaa binnen eines Jahres ein Folgealbum ein. Tohcoth erschien im Februar 2008 über Epidemie Records. Der Schreib- und Aufnahmeprozess langweilte den Musiker, wodurch er eine Fülle Experimente aneinanderreihe und seine eigenen Aufnahmen nicht überprüfte. Das Ergebnis wurde von Marjomaa als „ein bescheuertes Stück Scheisse“ bewertet, es enthalte „gerade mal vier halbwegs annehmbare Songideen“. Aleksey Evdokimov schrieb in seinem Doom Metal Lexicanum II, dass das Album musikalisch durchaus annehmbar sein, jedoch „leide das Album unter einer schlechten Produktion und Bergen absurder Liedtexte – Es [sei] ein wenig zu viel für einen Witz.“
Die Kritik zum Album fiel gespalten aus. Es wurde als „Schmelztiegel aus ungewöhnlichen Klängen“ angepriesen. und während einige Rezensenten „den Mut und die freifließende Kreativität dieser Band“ mit Höchstnoten honorierten, nannten andere es eine Veröffentlichung die „bei niemandem echten Rüchkhalt[sic!] finden“ werde. Die Spaltung der Kritik blieb dem Vorgänger ähnlich einhellig darin, dass das Album nur einen kleinen Kreis ansprechen könne. Andererseits hieß es, dass das Album zumindest soweit polarisiere, dass es eine Positionierung erfordere.
Noch im gleichen Jahr folgte mit der im Selbstverlag herausgegebenen EP Omnimantia eine Zusammenstellung neuer und alter Stücke. Darunter Kompilationsbeiträge, die Aarni für die Tributalben Rising of Yog-Sothoth: Tribute to Thergothon und Entering the Levitation – A Tribute to Skepticism eingespielt hatte. Ab dem Jahr 2010 folgten Split-Veröffentlichungen und eine Download-Kompilation. Früh kündigte Marjomaa ein drittes Studioalbum, dessen Arbeitstitel Lovecraftian an. In der Zwischenzeit ließ er sich in den Bereichen Tontechnik und Musikproduktion ausbilden.

## Inhalt und Stil
Die Einflüsse der Band liegen Vielfältig. „Finnische Folklore, Heidentum, Okkultismus, Parapsychologie, Mythologie, psychoanalytische Theorien, H. P. Lovecraft und eine Vielzahl anderer Themen“ werden in der Banddarstellung der Datenbank des Webzines Doom-Metal.com angeführt. Dabei wird besonders der Cthulhu-Mythos und John Dee als Einfluss auf das Werk von Aarni wahrgenommen. Auf der Homepage der Band führt Marjomaa diverse Erläuterungen zu einzelnen Aspekten und Begriffen des Projektes an. Die Texte trägt er diversen Sprachen vor. So bemüht er Finnisch, klassisches Latein, Englisch, Französisch, Deutsch, Altägyptisch und Henochisch.
Die Musik gilt als schwer zu beschreiben. Aarni variiert zwischen Death- und Funeral-Doom, experimentellen Klängen, Progressive Rock und Volksmusik. Dabei geht das Projekt „weit über die Grenzen des traditionellen Dooms hinaus und veredelt diese mit heimischer und fernöstlicher Folklore.“ Als „minimalistischer Vertreter“ des mit finnischer Folklore angereicherten Doom Metal, verstünde es das Projekte „hervorragend mit lavaartigen Passagen und minutenlagen Leads aus nur wenigen Tönen eine beklemmende Stimmung zu schaffen, die ihresgleichen sucht.“ Schweres Riffing „wird flankiert von folkloristischen Flöten“, die an die Gruppe Tenhi erinnern sowie von „beschwörende[n] Chorgesänge[n]“.

## Diskografie
- 2001: Demo 2001 (Demo, Selbstverlag)
- 2002: Duumipeikon paluu (Demo, Selbstverlag)
- 2002: Aarni / Umbra Nihil (Split-Album mit Umbra Nihil, Firebox Records)
- 2003: Demo 2001 + Promo 2002 (Kompilation, Selbstverlag)
- 2004: Bathos (Album, Firedoom Music)
- 2007: Double Demo (Kompilation, Selbstverlag)
- 2008: Tohcoth (Album, Epidemie Records)
- 2008: Omnimantia (EP, Selbstverlag)
- 2010: Yogsothery - Gate 1: Chaosmogonic Rituals of Fear (Split-Album mit Umbra Nihil, Caput LVIIIm, Jääportit, I, Voidhanger Records)
- 2012: Aarni / Persistence in Mourning (Split-Album mit Persistence in Mourning, Witch Sermon Production)
- 2012: Deliria - Odds and Ends and Beginnings 2000–2012 (Download-Kompilation, Selbstverlag)